# برنديسية شوفالييرية
برنديسية شوفالييرية (الاسم العلمي: Brandisia chevalieri) هي نوع من النباتات تتبع جنس البرنديسية من فصيلة البولفينية.